# صطاف
صطاف أو سطاف هي قرية فلسطينية قضاء القدس المهجرة خلال الحرب العربية الإسرائيلية عام 1948. وهي تقع على بعد 10 كم من القدس الغربية. بها اثنين من الينابيع، «عين صطاف» و «عين بكارة» تدفق من موقع إلى مجرى السيل، كانت القرية تنتصب بارتفاع 550م على المنحدرات الشرقية جبل الشيخ أحمد البختياري (788م) وتشرف على وادي الصرار الذي يمر على بعد نصف كيلومتر إلى الشرق من موقعها. وكانت طريق فرعية تصل صطاف بطريق القدس- يافا العام من جهة الشمال الشرقي، كما كان بعض الطرق الترابية يصلها بالقرى المجاورة. في أواخر القرن التاسع عشر، كانت صطاف قرية متوسطة الحجم، مبنية بالحجارة على جانب شديد الانحدار لأحد الأودية. وكانت القرية تنقسم إلى أربعة أحياء. وقد امتد البناء في موازاة الطريق التي تؤدي إلى عين كارم، وعلى الجانب الشرقي من سفح الجبل في تجاه وادي الصرار. وكان يقع قبالة القرية دير يسمى دير الحبيس جنوبي. وكان فيها بضعة حوانيت، ونبعان يتزود سكانها المياه منهما للاستخدام المنزلي. أما أراضي القرية فكانت تزرع حبوبا وخضروات وزيتونا وأشجار مثمرة وكان بعض الزراعة بعليا وبعضها الآخر مرويا بمياه الينابيع. في عام 1944، كان ما مجموعه 465 دونما مخصصا للحبوب، و928 دونما مرويا أو مستخدما للبساتين. وكانت الأشجار والإعشاب تنبت على المرتفعات، وتستعمل علفا للمواشي. وكان سكان القرية يبيعون منتجاتهم الزراعية في أسواق القدس.

## التاريخ
تم اكتشاف بقايا وآثار الزراعية من 4,000 قبل الميلاد قرية النحاسي في الموقع. تم العثور على رفات أيضا من العصر البيزنطي.في عام 1945، كان قرية يبلغ مجموع سكانها 540. يقع دير الجنوب من وادي الصرار يسمى دير حابس.

## احتلال القرية
بينما كانت عملية داني تأخذ مجراها احتلت القوات الإسرائيلية مجموعة من القرى إلى الشرق من منطقة العمليات، حول اللد والرملة، في موازاة المشارف الغربية للقدس. واسنتادا إلى المؤرخ الإسرائيلي بيني موريس، فإن صطاف كانت من القرى التي احتلت في أثناء هذا الاندفاع، إذا هوجمت في 13-14 تموز\ يوليو 1948. وقد نفّذ الهجوم لواء هرئيل والذي كان في جملة القوات التي حشدت لتنفيذ عملية داني.

## القرية اليوم
لا يزال ينتصب في الموقع كثير من الحيطان شبه المهدمة، ولا يزال قائما في بعضها أبواب مقنطرة. ولا تزال حيطان بعض المنازل المنهارة السقوف شبه سليمة. وتشاهد سيارة جيب عسكرية محطمة ملقاة بين الأنقاض الحجرية المنتشرة في أرجاء الموقع. والرقعة المحيطة بنبع القرية، الواقعة إلى الشرق بالقرب من أطلال منزل حجري مستطيل خرب، حُولت إلى موقع سياحي. وقد استقرت عائلة يهودية في الجانب الغربي من القرية، وسيجت جزءا من أرض الموقع. ويغطي شجر اللوز والتين والزيتون ونبات الصبار كثيرا من المصاطب القائمة حول القرية. وتحيط بالقرية غابة غرسها الصندوق القومي اليهودي (وهو الذراع المختصة باستملاك الأراضي وإدارتها في المنظمة الصهيونية العالمية. وفي الغابة امتداد لغابة موشيه دايان التي غرست في أراضي قرية خربة اللوز، التي كانت قائمة يوما ما. لا مستعمرات إسرائيلية على أراضي القرية.

## معرض صور

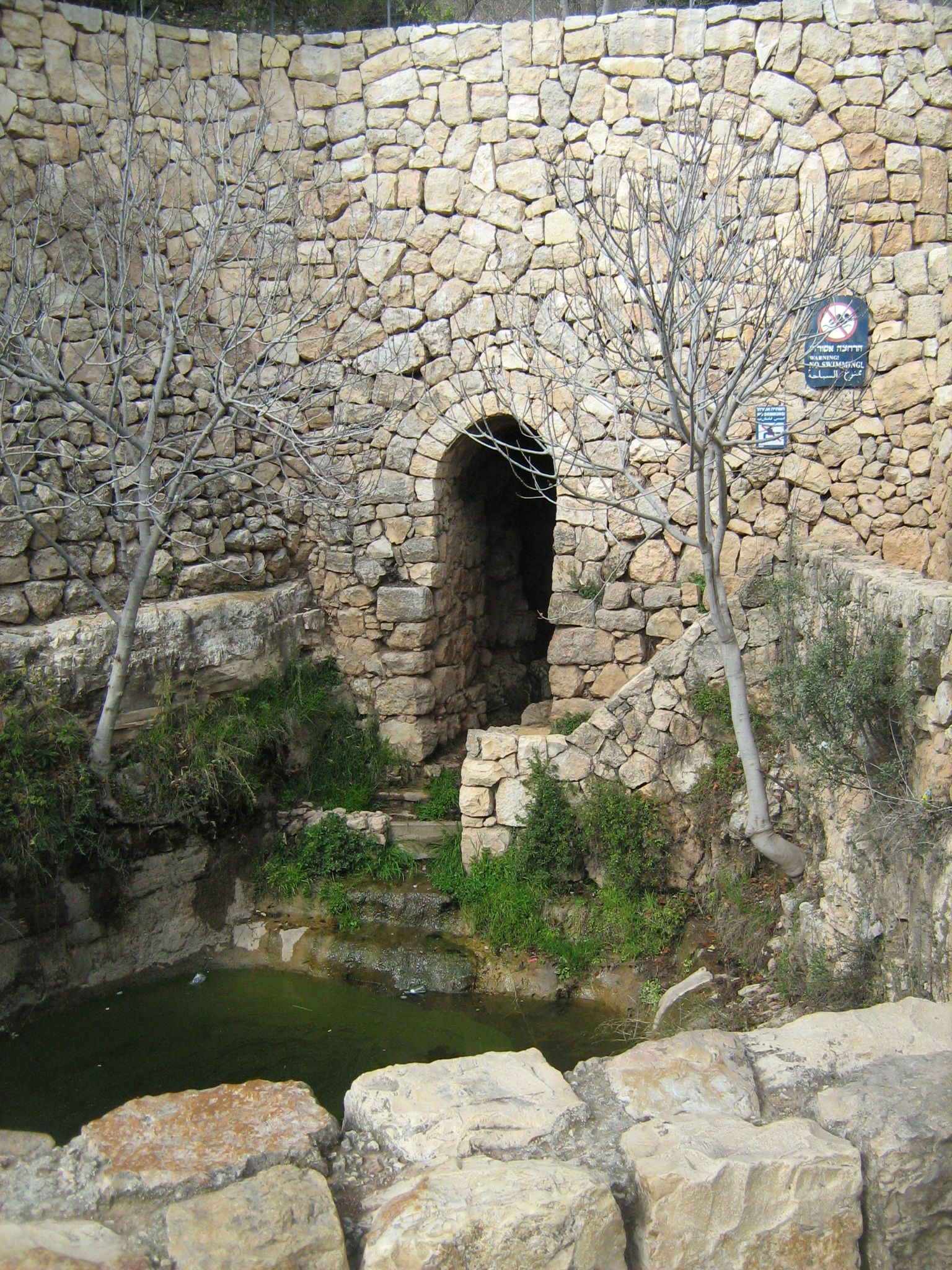
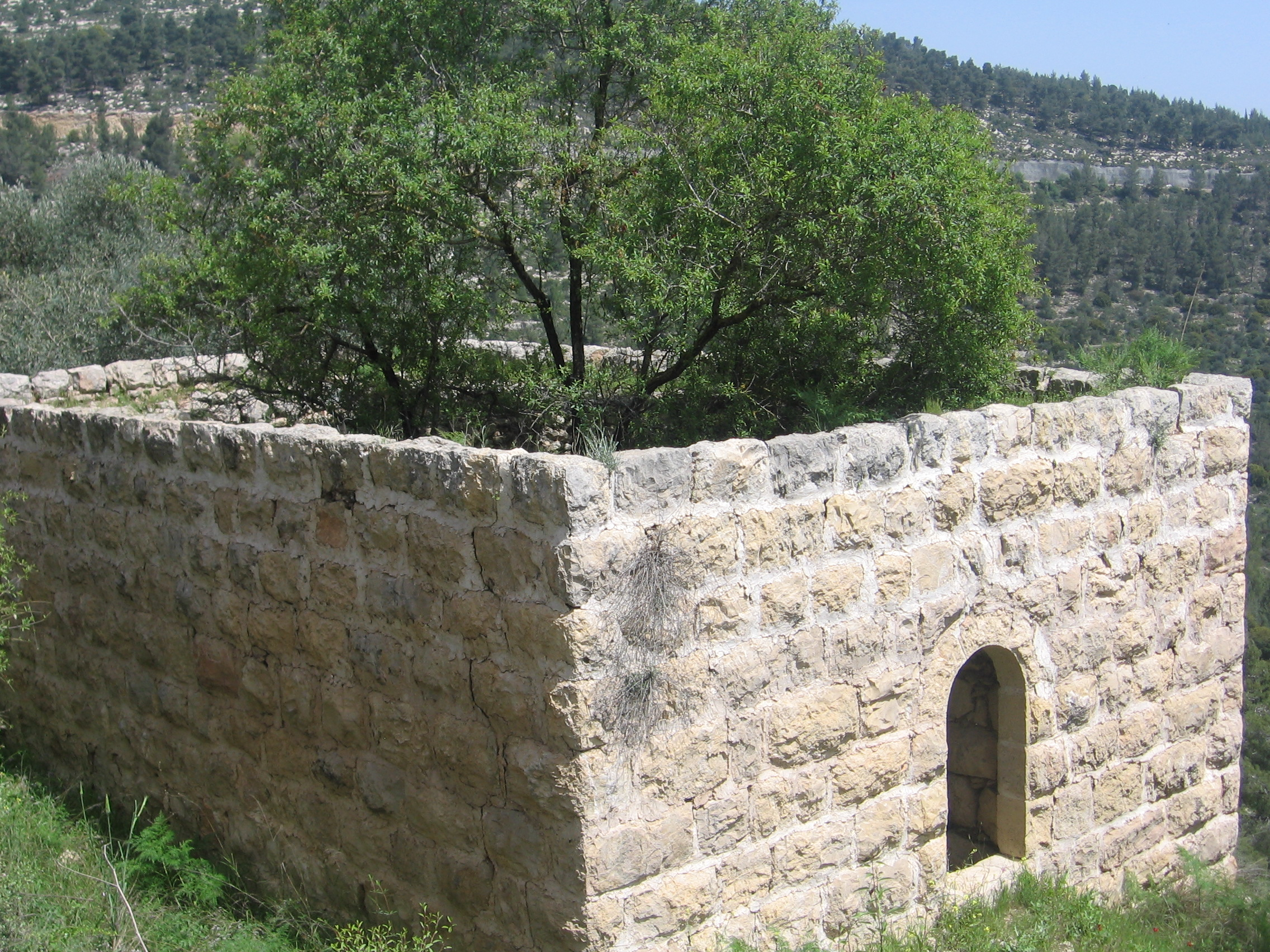
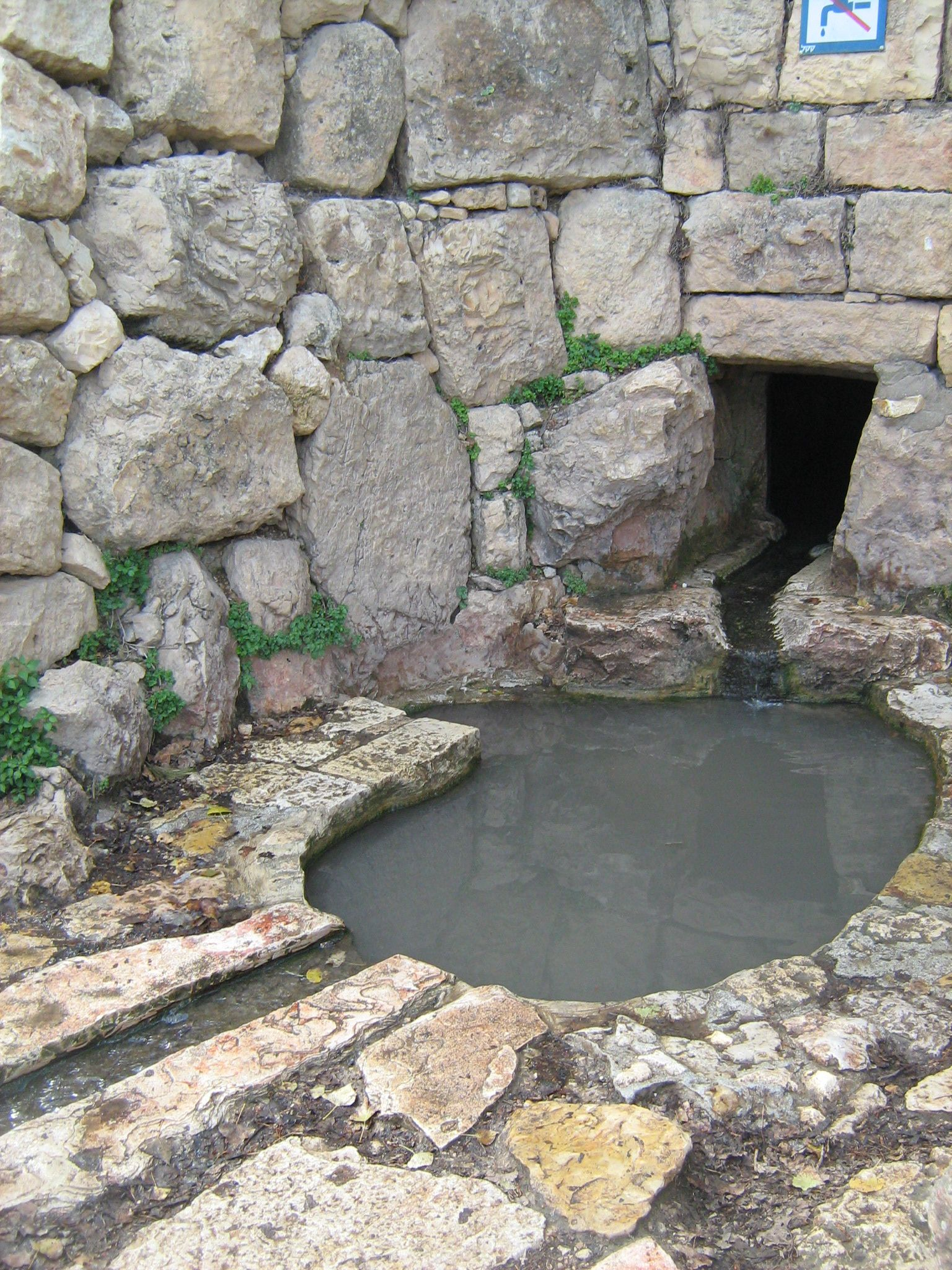
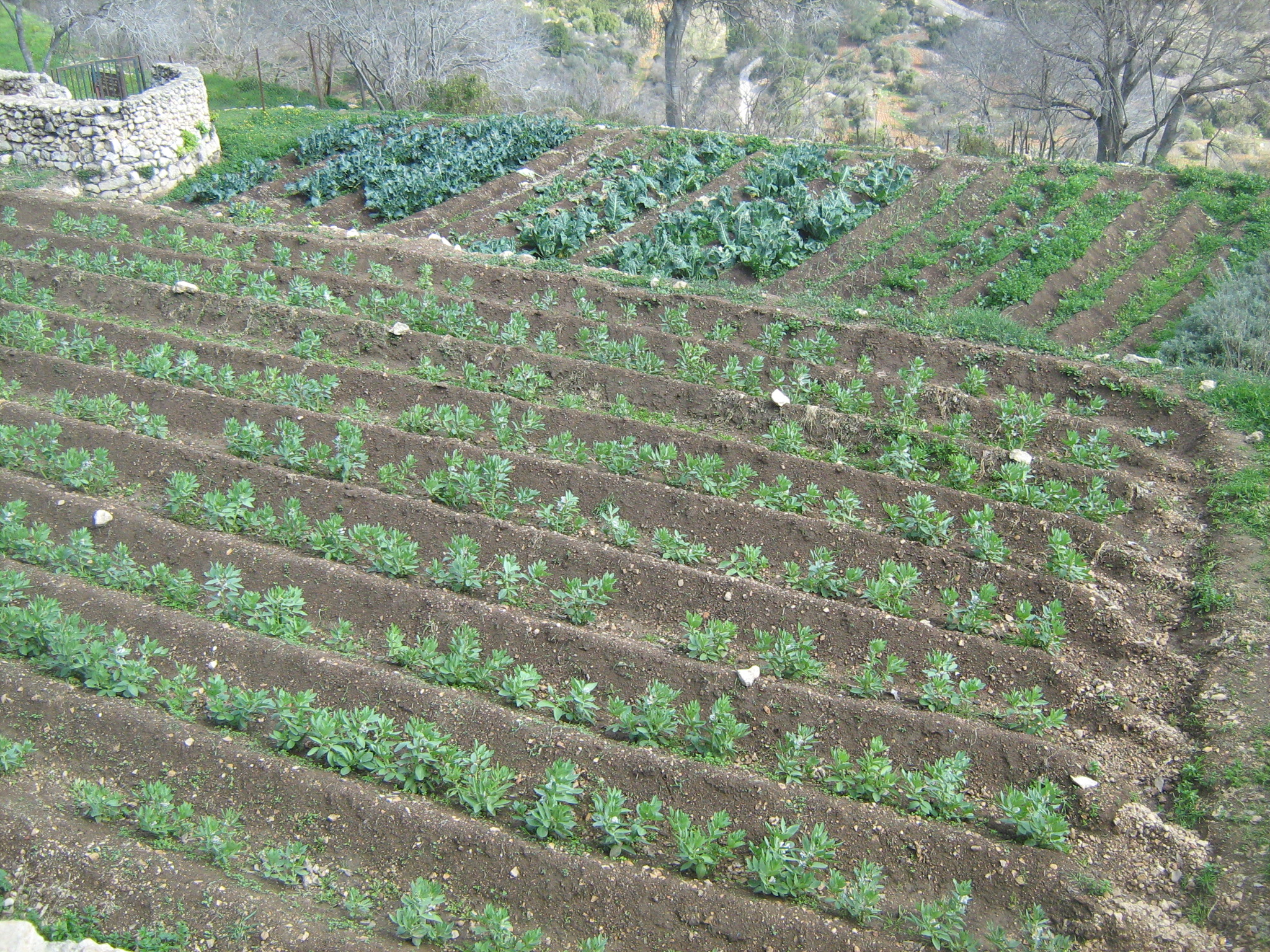
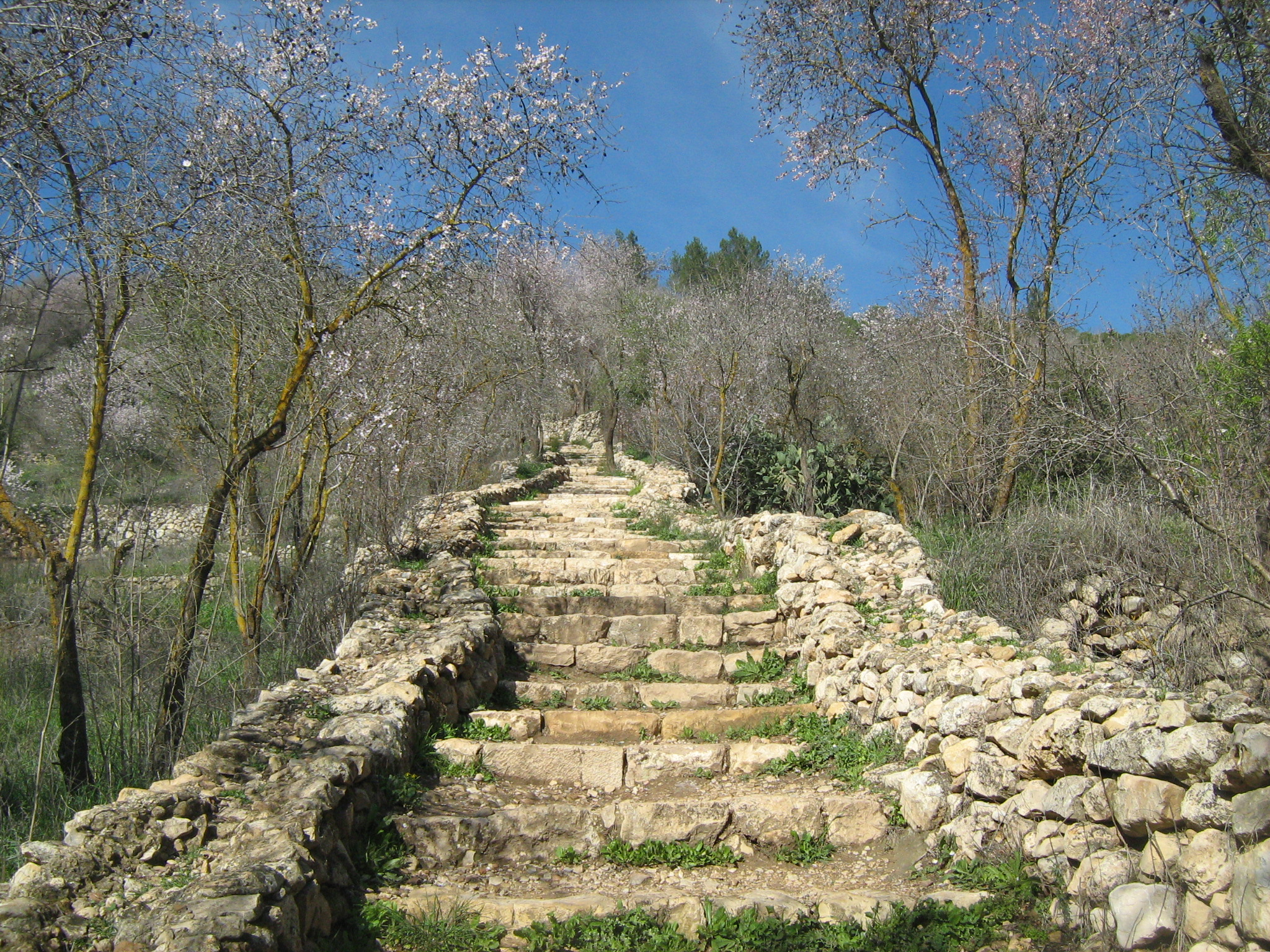